# Arqueologia submarina al golf de Khambhat
Arqueologia submarina en el Golf de Khambhat, abans conegut com a Golf de Cambay centra la seva atenció en les troballes exposades al desembre de 2000 per l'Institut Nacional de Tecnologia Oceànica (NIOT) de l'Índia. El NIOT es va topar amb cursos de rius antics dins del mar, que els científics van interpretar com la prolongació dels principals rius actuals de la zona. En un sondeig marí similar, en un vaixell de recerca costanera durant els anys 1999-2000 quan el Dr. S. Badrinaryan era el cap científic, van ser trobades diverses estructures inusuals en imatges de sonar d'escombratge lateral. Aquestes imatges tenien característiques formes quadrangulars i rectangulars disposades geomètricament, que els científics no s'esperaven trobar a l'entorn marí. Segons els científics involucrats és improbable que tals característiques fossin degudes a processos geològics marins naturals. Això va fer sospitar als científics que la mà de l'home havia d'estar implicada en aquest procés. En els anys següents es van succeir sondejos i dos cursos antics de rius previs van ser descoberts enmig de l'àrea de Khambhat a una profunditat de 20–40 metres sota l'aigua, a una distància aproximada de 20 km de la costa actual.

## Descobriment inicial

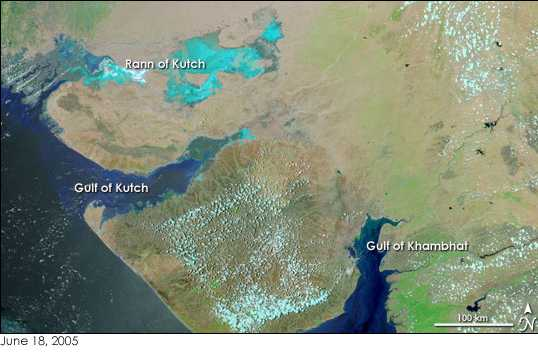
A la dreta, el Golf de Khambhat. Imatge de l'Observatori de la Terra de la NASA

El 19 de maig de 2001, el ministre per al Desenvolupament dels Recursos Humans de l'Índia, departament de Ciència i Tecnologia, Murli Manohar Joshi, va anunciar que les ruïnes d'una antiga civilització havien estat descobertes prop de la costa de Gujarat, en el Golf de Khambat. El lloc va ser descobert pel NIOT mentre realitzaven uns estudis rutinaris de contaminació mitjançant l'ús del sonar, i va ser descrit com una zona amb estructures geomètriques regularment separades. Està localitzat a 20 km de la costa de Guyarat, abasta 9 km, i es troba a una profunditat de 30–40 metres. A la seva declaració, Joshi va il·lustrar el jaciment com un assentament urbà que precedia a la Civilització de la vall de l'Indus. Descripcions més extenses del lloc per part de Joshi il·lustren que albergaria habitatges espaiats de manera regular, un graner, un bany, una ciutadella, i un sistema de drenatge. No obstant això, més tard va ser anunciat el 22 de maig que el descobriment no havia estat datat i que la troballa (per exemple, els grans banys) s'assemblava a la civilització Harappa que data de fa 4.000 anys. A més a més el port de la civilització de l'Indus de Lothal està emplaçat en la capçalera del Golf de Khambat.

## Excavacions posteriors
El NIOT va dirigir al novembre de 2001 una recerca posterior, que va incloure un dragatge per recuperar objectes i escombratges de sonar per detectar estructures. Entre els utensilis recuperats estaven una peça de fusta, fragments de ceràmica, pedres erosionades inicialment descrites com a eines manuals, ossos fossilitzats, i una dent. Els objectes van ser enviats a l'Institut Nacional de Recerca Geofísica (NGRI) en Hyderabad, Índia, a l'Institut Birbal Sahni de Paleobotánica (BSIP) en Lucknow, Índia, i al Laboratori de Recerca Física a Ahmedabad, Índia. El fragment de fusta va ser datat mitjançant carboni en 9.500 anys d'antiguitat.
El NIOT va tornar al Golf per prosseguir amb la recerca entre octubre de 2002 i gener de 2003. Durant aquestes excavacions el NIOT va informar del descobriment de dos cursos antics de rius flanquejats per trets que s'assemblaven a un fonament quadrat i rectangular. Els artefactes que es van recuperar per mitjà de dragatge, incloïen fragments de ceràmica, micròlits, restes de Bahareque, i restes de llars. Aquests objectes van ser enviats per a la seva datació als laboratoris de la Universitat de Manipur i a la Universitat d'Oxford. Les restes de bajareque estan composts per argila local, jonc, peles de cereals, peces de ceràmica, i fragments d'ostres d'aigua dolça. Les restes de bajareque també mostres evidències de cremat parcial.
El treball més recent en el Golf de Khambat va tenir lloc entre octubre de 2003 i gener de 2004 i va anar principalment un estudi geològic. Les tècniques usades durant aquesta recerca inclouen estudis de batimetría, perfilat de sub-fons, escanejat amb sonar d'escombratge lateral, i mesuraments magnètics. Un de les troballes principals d'aquesta recerca radica en l'orientació de les ones de sorra del lloc. Els investigadors del NIOT afirmen que hi ha dos conjunts d'ones visibles en el jaciment; un conjunt és un tret natural format pels corrents de les marees, mentre que asseveren que l'altre conjunt s'ha format amb relació a característiques estructurals subjacents.

## Controvèrsies

### Datacions de carboni
Una de les principals controvèrsies que emboliquen al Complex Cultural del Golf de Khambat (GKCC) és la peça datada de fusta. El doctor D.P. Agrawal, president del Grup Paleoclimàtic i pioner de l'estudi amb Carboni 14 a l'Índia va explicar a un article de la revista Frontline que la peça va ser datada dues vegades, en laboratoris diferents. El NGRI de Hyderabad va proporcionar la data del 7190 aC i en canvi el BSIP la va establir del 7545-7490 aC. Alguns arqueòlegs, en particular Agrawal, adverteixen que el descobriment d'una peça de fusta no implica el descobriment d'una civilització antiga. Agrawal sosté que la peça de fusta és una troballa comuna, atès que fa 20.000 anys el Mar d'Aràbia es trobava 100 metres per sota del seu nivell actual, i que l'increment gradual del nivell del mar va submergir boscos sencers.

### Objectes
Un altre assumpte controvertit són els artefactes extrets del lloc durant les diferents excavacions. Està en debat el fet que moltes de les peces que han estat identificades pels investigadors del NIOT siguin realment fetes per la mà de l'home. De fet, es refuta la seva naturalesa artificial i se sosté que són pedres d'origen natural.
Els investigadors prenen les troballes de trossos de ceràmica com a indicatiu de tradicions artesanals i de ceràmica de torn. Els fragments presentats tenen cèrcols simples amb petites línies incises. Tots els fragments de ceràmica trobats fins al moment són petits o fragments en miniatura. Part de la controvèrsia rau en el fet que alguns dels "fragments" són elements naturals i unes altres manquen de qualsevol connexió, tant amb les peces datades de fusta, com amb les preteses "ruïnes" oposades pels investigadors del NIOT. A més a més, la seva petita grandària també llança la possibilitat que les fragments autèntics haguessin estat transportats des de qualsevol altre lloc per mitjà dels forts corrents de les marees locals. Però si la ceràmica és autèntica, els investigadors diuen que hauria de mostrar algunes similituds amb la ceràmica Harappa, que és típicament negra i vermella i amb marques estampades. Basada en la present col·lecció de ceràmica, no és evident una continuïtat d'estil de la civilització Harappa. La petita grandària dels objectes de la col·lecció fa difícil analitzar la ceràmica de manera concloent.

### Geografia
El Golf de Khambat es va formar a partir d'una gran fossa que va portar a la regió de Khambat a lliscar, enfonsant-se. L'àrea tectònica és molt activa avui dia, i en el golf, s'hi poden trobar algunes falles. També existeix el fet que en aquest lloc hi ha terratrèmols periòdics. Aquest fet conegut ha portat a alguns arqueòlegs a afirmar que el jaciment no és un context prou segur perquè es pugui datar d'una manera fiable. Donada l'activitat tectònica i els forts corrents, aquests arqueòlegs sostenen que no hi ha prou estratificació per assegurar que els objectes recuperats es puguin associar amb el jaciment.

### Mètodes de presa de mostres
Han aparegut queixes atès que el NIOT va extreure els artefactes dragant el sòl marí del jaciment. Aquest mètode potser pugui permetre que objectes errants siguin recollits al costat d'aquells que realment es vinculen amb el lloc. Analitzar l'estratificació mitjançant aquest mètode es fa també virtualment impossible.